# Lekker op de trekker ('n Boerinnen-wervingslied)
"Lekker op de trekker ('n Boerinnen-wervingslied)", ook bekend als "Lekker op de trekker", is een nummer van het Nederlandse koor Mannenkoor Karrespoor. Het nummer werd uitgebracht op hun album Onbegriepuluk uit 1991. Dat jaar werd het nummer als dubbele A-kant met "Koekalverij" uitgebracht als de tweede single van het album.

## Achtergrond
"Lekker op de trekker" is geschreven door koordirigent Richard van der Zee en geproduceerd door Van der Zee met muzikanten Marco Hof en Joop van der Linden. Nadat het koor eerder in 1991 een grote hit had met "Mooi man", moest er snel een opvolger komen. Het nummer bestond nog niet, alhoewel de titel "Lekker op de trekker" al wel bedacht was. Van der Zee schreef de tekst op de achterkant van een stuk behang toen hij zijn woning aan het opknappen was.
De tekst van "Lekker op de trekker" gaat over de boerenjongen Graddus, die op zoek is naar een vrouw. Nadat een advertentie in de krant geen reacties opleverde, schreef hij een lied om boerinnen te werven. Hij trad met het lied op in een radioprogramma, waarna hij het mocht opnemen in een studio. Hij behaalde veel succes en de vrouwen uit de stad kwamen op hem af, maar hij wilde alleen met een boerenvrouw mee. Uiteindelijk vindt hij een vrouw nadat hij met zijn auto achterop een tractor reed. In het nummer wordt een oproep gedaan aan vrouwen om boerin te worden, aangezien het grootste deel van de boeren man is. Het koor ging tevens op een zogeheten "boerinnenwervingstour" en kregen bijval van zanger Henk Westbroek. De actie werd een succes: het café De Karre, waar het koor ontstond, werd steeds meer door vrouwen bezocht.
"Lekker op de trekker" werd een nog groter succes dan "Mooi man", werd veel gedraaid op Radio 2 en Radio 3 en bereikte de derde plaats in de Nederlandse Top 40 en een tweede plaats in de Nationale Top 100 als hoogste noteringen. In 2019 kwam het nummer opnieuw onder de aandacht, nadat het een populaire plaat werd tijdens de boerenprotesten die op dat moment plaatsvonden. Tevens deed boerenorganisatie Team Agro NL een oproep om onder meer dit nummer in de jaarlijkse Top 2000 van NPO Radio 2 te krijgen. De actie werd een succes en het kwam dat jaar binnen op plaats 364 in de lijst.

## Hitnoteringen

### Nederlandse Top 40
| Hitnotering: 31-08-1991 t/m 16-11-1991 | Hitnotering: 31-08-1991 t/m 16-11-1991 | Hitnotering: 31-08-1991 t/m 16-11-1991 | Hitnotering: 31-08-1991 t/m 16-11-1991 | Hitnotering: 31-08-1991 t/m 16-11-1991 | Hitnotering: 31-08-1991 t/m 16-11-1991 | Hitnotering: 31-08-1991 t/m 16-11-1991 | Hitnotering: 31-08-1991 t/m 16-11-1991 | Hitnotering: 31-08-1991 t/m 16-11-1991 | Hitnotering: 31-08-1991 t/m 16-11-1991 | Hitnotering: 31-08-1991 t/m 16-11-1991 | Hitnotering: 31-08-1991 t/m 16-11-1991 | Hitnotering: 31-08-1991 t/m 16-11-1991 | Hitnotering: 31-08-1991 t/m 16-11-1991 |
| Week                                   | 1                                      | 2                                      | 3                                      | 4                                      | 5                                      | 6                                      | 7                                      | 8                                      | 9                                      | 10                                     | 11                                     | 12                                     |                                        |
| -------------------------------------- | -------------------------------------- | -------------------------------------- | -------------------------------------- | -------------------------------------- | -------------------------------------- | -------------------------------------- | -------------------------------------- | -------------------------------------- | -------------------------------------- | -------------------------------------- | -------------------------------------- | -------------------------------------- | -------------------------------------- |
| Positie                                | 30                                     | 15                                     | 8                                      | 6                                      | 5                                      | 3                                      | 4                                      | 8                                      | 14                                     | 22                                     | 34                                     | 40                                     | uit                                    |

### Nationale Top 100
| Hitnotering: 31-08-1991 t/m 30-11-1991 | Hitnotering: 31-08-1991 t/m 30-11-1991 | Hitnotering: 31-08-1991 t/m 30-11-1991 | Hitnotering: 31-08-1991 t/m 30-11-1991 | Hitnotering: 31-08-1991 t/m 30-11-1991 | Hitnotering: 31-08-1991 t/m 30-11-1991 | Hitnotering: 31-08-1991 t/m 30-11-1991 | Hitnotering: 31-08-1991 t/m 30-11-1991 | Hitnotering: 31-08-1991 t/m 30-11-1991 | Hitnotering: 31-08-1991 t/m 30-11-1991 | Hitnotering: 31-08-1991 t/m 30-11-1991 | Hitnotering: 31-08-1991 t/m 30-11-1991 | Hitnotering: 31-08-1991 t/m 30-11-1991 | Hitnotering: 31-08-1991 t/m 30-11-1991 | Hitnotering: 31-08-1991 t/m 30-11-1991 | Hitnotering: 31-08-1991 t/m 30-11-1991 |
| Week                                   | 1                                      | 2                                      | 3                                      | 4                                      | 5                                      | 6                                      | 7                                      | 8                                      | 9                                      | 10                                     | 11                                     | 12                                     | 13                                     | 14                                     |                                        |
| -------------------------------------- | -------------------------------------- | -------------------------------------- | -------------------------------------- | -------------------------------------- | -------------------------------------- | -------------------------------------- | -------------------------------------- | -------------------------------------- | -------------------------------------- | -------------------------------------- | -------------------------------------- | -------------------------------------- | -------------------------------------- | -------------------------------------- | -------------------------------------- |
| Positie                                | 50                                     | 20                                     | 7                                      | 2                                      | 2                                      | 2                                      | 4                                      | 8                                      | 14                                     | 18                                     | 33                                     | 41                                     | 55                                     | 76                                     | uit                                    |

### NPO Radio 2 Top 2000
Lekker op de trekker stond alleen in 2019 in de NPO Radio 2 Top 2000, op plek 364.